# Nurani Huet
Nurani Huet Cortés (Ciudad de México) es una cantante mexicana con tesitura de mezzosoprano especializada en música antigua, específicamente en el campo de la música temprana de los periodos Medieval, Renacimiento y Barroco.

## Trayectoria
Inició sus estudios de canto en el Conservatorio Nacional de Música.
Posteriormente viajó a Países Bajos para continuar sus estudios de especialización en música antigua en el Conservatorio Real de La Haya bajo la guía de Peter Van Heyghen, Eric Mentzel y Jill Feldman.
Fue integrante de Conjunto Barroco del Conservatorio Real de La Haya, el Coro Mexicano de Canto Gregoriano ¨Melos Glorie¨, el Sexteto Vocal Opus 6, el Cuarteto Femenino de Música Contemporánea Le Streghe y la Capella Barroca dirigida por Horacio Franco.
Es miembro fundador ¨Perfectas Anónimas¨ proyecto dedicado a la interpretación, investigación y difusión en México del repertorio Medieval y Renacentista.
Actualmente es integrante de Cuarteto de Polifonía Vocal ¨Armonicus Cuatro¨ conformado también por el tenor Mario Iván Martínez, la soprano Lourdes Ambriz, y el barítono Martín Luna.
A su vez, también es integrante del Coro de Madrigalistas de Bellas Artes.
Se ha presentado en diversos festivales y conciertos como solista así como con dichas agrupaciones entre ellos el Festival Internacional Cervantino.
Es catedrática del taller de música antigua especializado para cantantes en el Conservatorio Nacional de Música de México, fundadora del taller de música antigua para el sector infantil y del Festival de Música Antigua de dicha institución junto al clavecinista mexicano Miguel Cicero.